# Гейден, Гюнтер
Гю́нтер Ге́йден (нем. Günter Heyden; 16 февраля 1921, Старгард — 21 января 2002, Берлин) — немецкий философ и обществовед. Директор Института марксизма-ленинизма при ЦК СЕПГ.

## Биография
Гейден, сын печника, окончил народную школу и пошёл по стопам отца. С февраля 1941 по март 1945 года находился на военной службе, попал в плен сначала к американцам, затем находился в советском плену, обучался в центральной антифашистской школе до декабря 1949 года.
Вернувшись на родину в 1950 году, обосновался в советской зоне оккупации Германии, вступил в СЕПГ. В 1950—1951 годах учился в школе ОСНП в Безенштедте, затем заведовал там же учебной частью. В 1952—1956 годах учился в Институте общественных наук и защитил докторскую диссертацию. Преподавал в этом же вузе, в 1957—1964 и в 1966—1969 годах заведовал кафедрой марксистско-ленинской философии. В 1965—1967 годах работал на должности заместителя директора Института исследования общественного мнения при ЦК СЕПГ и входил в состав агитационной комиссии Политбюро ЦК СЕПГ. В 1962 году получил звание профессора исторического материализма, в 1966 году назначен завкафедрой философии. В 1964—1968 годах Гейден возглавлял секцию философии в Академии наук ГДР. В 1969 году был назначен ординарным профессором и до декабря 1989 года занимал должность директора Института марксизма-ленинизма. Возглавлял редакционную комиссию полного издания трудов Маркса и Энгельса с немецкой стороны.
В 1956—1987 годах входил в состав редакционной коллегии журнала Deutsche Zeitschrift für Philosophie, в 1976—1989 годах также работал в редакционной коллегии журнала СЕПГ Einheit. В 1981—1989 годах Гюнтер Гейден входил в состав Центральной ревизионной комиссии СЕПГ.

## Труды
- Die deutsche Geopolitik, eine faschistische Richtung in der bürgerlichen Soziologie. Institut für Gesellschaftswissenschaften beim ZK der SED, Berlin 1956.
- Geopolitik — ideologische Kriegsvorbereitung in Westdeutschland. Urania, Leipzig 1956.
- Критика немецкой геополитики / Kritik der deutschen Geopolitik. Wesen und soziale Funktion der reaktionären soziologischen Schule. Dietz, Berlin 1958.
- Heilige Himmel — unheilige Raketen. Urania, Leipzig 1958.
- Im Namen Gottes. Verlag Neues Leben, Berlin 1959.
- Philosophie des Verbrechens: Gegen die Ideologie des deutschen Militarismus. Deutscher Verlag der Wissenschaften, Berlin 1959.
- Der Grundwiderspruch in Deutschland. Dietz, Berlin 1961.
- Geopolitik des Krieges. Urania, Leipzig/Jena/Berlin 1962.
- Sozialismus, Wissenschaft, Produktivkraft. Über die Rolle der Wissenschaft beim umfassenden Aufbau des Sozialismus in der DDR. Dietz, Berlin 1963.
- Verbrechen ohne Chance: Gegen der Ideologie des Antikommunismus. Dietz, Berlin 1967.
- Einführung in Leninss Schrift «Was sind die ‚Volksfreunde’ und wie kämpfen sie gegen die Sozialdemokraten?». Hrsg. von Bernhard Jahnel, Helga Kanzig, Renate Leuschner und Wolfgang Schneider. Dietz, Berlin 1977.
- Einführung in Lenins Schrift «Was tun?». Dietz, Berlin 1982.